# Romana Ptáčková
Romana Ptáčková roz. Doleželová (* 9. prosince 1966 Bruntál) je česká basketbalová trenérka a bývalá československá basketbalistka. Hrála na pozici rozehrávačky v Bruntále. Od roku 2022 je trenérkou české ženské reprezentace.

## Trenérská kariéra
- juniorky a kadetky Sokol Hradec Králové[3]
- Český národní tým žen U20
- 2011 – dosud Sokol Hradec Králové
- 2022 – dosud Český národní tým žen

## Úspěchy

### Trenérské
- 2. místo na Mistrovství Evropy v basketbalu hráček do 20 let 2022[5]
- 1. místo na Federálním poháru v basketbalu žen 2022[6]

## Osobní život
Její manžel je bývalý profesionální fotbalista Milan Ptáček. Mají spolu dvě děti - Matěje a Romanu. Dcera Romana také hrála v letech 2010–2012 basketbal.